# Alphonse Nguyễn Hữu Long
Alphonse Nguyễn Hữu Long (Hanoi, 25 gennaio 1953) è un vescovo cattolico vietnamita, dal 22 dicembre 2018 vescovo di Vinh.

## Biografia

### Infanzia e formazione
Alphonse Nguyễn Hữu Long è nato il 25 gennaio 1953 ad Hanoi, figlio di una famiglia piuttosto povera e profondamente cattolica. A causa della guerra, lui e la sua famiglia dovettero fuggire a sud stabilendosi a Đà Nẵng.
Ha compiuto gli studi per la formazione sacerdotale, dal 1965 al 1972, presso il seminario minore San Giovanni di Đà Nẵng e in seguito nel seminario maggiore Hòa Bình, sempre a Đà Nẵng, fino al 1978. Terminati gli studi, ha prestato il servizio civile nella provincia di Quang Nam fino al 1982.

### Ministero sacerdotale
È stato ordinato prete sulpiziano il 29 dicembre 1990, incardinandosi nella diocesi di Đà Nẵng. Negli anni successivi ha svolto vari incarichi: dal 1990 al 1994 è stato vicario parrocchiale a Tam Kỳ, in seguito è stato inviato in Francia per studiare presso l'Institut catholique de Paris dove ha conseguito la licenza in diritto canonico nel 1998. Al ritorno in patria è stato direttore spirituale e professore di diritto canonico, di storia della Chiesa e di catechesi al seminario maggiore di Hué dal 2003, diventandone poi rettore nel 2011.

### Ministero episcopale
Il 15 giugno 2013 papa Francesco lo ha nominato vescovo ausiliare di Hưng Hóa assegnandogli la sede titolare di Gummi di Bizacena. Ha ricevuto l'ordinazione episcopale il 6 settembre 2013 per imposizione delle mani del vescovo Jean Marie Vũ Tất. Cinque anni dopo, il 22 dicembre 2018, lo stesso papa lo ha nominato vescovo di Vinh. Ha preso possesso della diocesi il 12 febbraio 2019.
In seno alla Conferenza episcopale del Vietnam ha assunto l'incarico di presidente del comitato per l'evangelizzazione per tre mandati consecutivi dal 2013 al 2022.

## Genealogia episcopale
La genealogia episcopale è:
- Cardinale Scipione Rebiba
- Cardinale Giulio Antonio Santori
- Cardinale Girolamo Bernerio, O.P.
- Arcivescovo Galeazzo Sanvitale
- Cardinale Ludovico Ludovisi
- Cardinale Luigi Caetani
- Cardinale Ulderico Carpegna
- Cardinale Paluzzo Paluzzi Altieri degli Albertoni
- Papa Benedetto XIII
- Papa Benedetto XIV
- Papa Clemente XIII
- Cardinale Marcantonio Colonna
- Cardinale Giacinto Sigismondo Gerdil, B.
- Cardinale Giulio Maria della Somaglia
- Cardinale Carlo Odescalchi, S.I.
- Cardinale Costantino Patrizi Naro
- Cardinale Lucido Maria Parocchi
- Papa Pio X
- Papa Benedetto XV
- Papa Pio XII
- Cardinale Eugène Tisserant
- Papa Paolo VI
- Arcivescovo Angelo Palmas
- Vescovo Pierre Nguyễn Huy Mai
- Vescovo Paul Nguyễn Văn Hòa
- Vescovo Antoine Vũ Huy Chương
- Vescovo Jean Marie Vũ Tất
- Vescovo Alphonse Nguyễn Hữu Long, P.S.S.